# Rainer Thurnher
Rainer Thurnher (* 15. Dezember 1948 in Dornbirn) ist ein österreichischer Philosoph.

## Leben
Er studierte Philosophie, klassische Philologie und alte Geschichte in Innsbruck. Nach der Promotion zum Dr. phil. 1973 und dem Erwerb der Lehrbefugnis als Universitätsdozent für Philosophie 1980 war er außerordentlicher Universitätsprofessor an der Universität Innsbruck.
Seine Schwerpunkte in Forschung und Lehre sind Heidegger, Husserl, Phänomenologie und Hermeneutik, Phänomenologie der Lebenswelt und des lebensweltlichen Raumes, Existenzphilosophie (Schwerpunkte Kierkegaard, Sartre, Camus), Geschichte der Philosophie (Schwerpunkte Platon, Leibniz) und Geschichtsphilosophie.

## Schriften (Auswahl)
- Der siebte Platonbrief. Versuch einer umfassenden philosophischen Interpretation. Meisenheim am Glan 1975, ISBN 3-445-01155-9.
- Allgemeiner und individueller Begriff. Reflexionen zu einer philosophischen Grundlegung der Einzelwissenschaften. München 1977, ISBN 3-495-47377-7.
- Die Offenheit der Sprache. Eine Untersuchung zu Humboldts These der sprachlichen Weltansicht. Innsbruck 1990, OCLC 75522761.
- Wandlungen der Seinsfrage. Zur Krisis im Denken Heideggers nach „Sein und Zeit“. Tübingen 1997, ISBN 3-89308-247-6.